# Jefferson-Lee Joseph
Jefferson-Lee Joseph (29 de agosto de 2002) é um jogador de rugby francês, que joga na posição de back.

## Carreira
Joseph joga rugby union na SU Agen, na posição de ala, tendo feito uma estreia como artilheiro pelo clube em 2022, aos 18 anos, fora de casa contra o Oyonnax Rugby. Ele assinou um contrato de dois anos com o clube em fevereiro de 2023. No entanto, ele foi disponibilizado para a seleção francesa de rúgbi sevens em setembro de 2023, em preparação para as Olimpíadas em casa no ano seguinte.
Ele jogou como France 7s venceu o USA Sevens de 2024 em Los Angeles, derrotando a Grã-Bretanha na final para sua primeira vitória em um torneio internacional em 19 anos. Em junho de 2024, ele marcou na final quando a França venceu o Spain Sevens de 2024 em Madri. Em julho de 2024, ele foi confirmado na equipe francesa para as Olimpíadas de Paris de 2024.